# Randall Cobb
Pour les articles homonymes, voir Cobb.
(en) Statistiques sur pro-football-reference
Randall Ladonald Cobb II, né le 22 août 1990 à Maryville dans le Tennessee, est un sportif professionnel américain de football américain ayant joué aux postes de wide receiver et de kick returner dans la National Football League (NFL) pendant treize saisons (2011-2023).
Au niveau universitaire, il a joué pendant trois saisons (2008-2010) dans la NCAA Division I FBS et sa Southeastern Conference (SEC) pour les Wildcats de l'université du Kentucky y obtiennant deux sélections dans la première équipe de la SEC (saisons 2009 et 2010) et une dans la première équipe All-American en 2010.
La franchise des Packers de Green Bay le choisit lors du deuxième tour de la draft 2011 où il reste huit saisons. Il rejoint ensuite les Cowboys de Dallas (2019), les Texans de Houston (2020), revient pour deux saisons au Packers et termine sa carrière professionnelle en 2023 chez les Jets de New York. Sélectionné dans l'équipe 2011 des meilleurs rookies de la NFL, il est invité à participer au Pro Bowl 2015 au terme de sa saison 2014.

## Biographie

### Jeunesse
Cobb est le fils de Randall Cobb Sr. et de Tina Cobb. Randall Sr. Son père travaillait dans l'usine Denso de pièces automobiles située à Maryville, dans le Tennessee. Il effectuait également des petits travaux en soirée en compagnie de son fils (pose de carrelages, tonte de pelouses, déneigement…). Tina, qui était une star de son lycée en athlétisme, a ensuite travaillé dans l'usine Denso, où elle a rencontré son mari.
Cobb étudie au lycée Alcoa (en) situé à Alcoa (Tennessee) , où il est reconnu letterman en football américain, basket-ball et athlétisme. Il remporte avec son équipe de football américain quatre titres de champions de l'État en classe AA et il se voit décerner le trophée « Mr Football » par la Tennessee Secondary School Athletic Association. À cette époque, il jouait à la fois en attaque et en défense ainsi qu'en équipes spéciales, son plus grand impact étant au poste de quarterback des Tornadoes.
Cobb était également un athlète réputé à Alcoa. Membre de l'équipe d'athlétisme pendant quatre ans, il participe aux compétitions de sprint avec les équipes relais du 4 × 100 m et du 4 × 200 m. En individuel, il termine troisième de la compétition d'État au 100 mètres lors de sa dernière année, obtenant son meilleur temps en carrière de 10,75 secondes. À 16 ans, il est chronométré à 21,89 secondes sur 200 mètres. Junior, il est également membre de l'équipe de relais 4 × 100 m classée deuxième dans la compétition d'État.

### Carrière universitaire
Il a joué durant sa carrière universitaire aux Wildcats de l'université du Kentucky.
Au terme de sa première saison sous les ordres de l'entraîneur principal Rich Brooks (en), il est sélectionné dans la première équipe des joueurs freshman de la SEC au poste de quarterback après avoir joué onze matchs (dont quatre en tant que titulaire) et inscrit 11 touchdowns (2 à la passe, 2 en réception et sept à la course).
En 2009, il joue principalement en tant que wide receveur lors de son année sophomore mais joue également un rôle important dans l'attaque / les équipes spéciales lors des retours de coups de pied, comme holder, placekicker, et quarterback lors des formations Wildcat. Il inscrit 15 touchdowns (4 en réceptions, 1 lors d'un retour de kickoff, et 10 à la course)réussissant à inscrire un touchdown lors de huit matchs consécutifs.
Pour son année junior, Cobb a un nouvel entraîneur principal. Joker Phillips (en) déclare à propos de Cobb qu'il est un des meilleurs leader qu'il a jamais côtoyé. Cobb inscrit un touchdown à la suite d'un retour de punt contre les Hilltoppers de Western Kentucky. Le 9 octobre 2010, il inscrit quatre touchdowns contre les Tigers d'Auburn (équipe invaincue jusqu'alors), égalent le record de son université du plus grand nombre de touchdowns inscrits en carrière (32 touchdowns). Il devient également le premier joueur des Wildcats à inscrire lors d'un match un touchdown en réception, à la course et à la passe depuis Shane Boyd (en) en 2003,. Il termine sa saison avec un bilan de 1 017 yards et 7 touchdowns en réceptions, 424 yards et 5 touchdowns à la course ainsi que 58 yards et 3 touchdowns à la passe.
Il décide ensuite de faire l'impasse sur sa dernière saison d'éligibilité afin de se présenter à la draft de la NFL.
Pendant son séjour à l'université, Cobb s'est spécialisé en communications communautaires et en développement du leadership.

### Carrière professionnelle

#### Draft
Cobb est sélectionné en 64e choix global lors du deuxième tour de la draft 2011 de la NFL par la franchise des Packers de Green Bay.

#### Packers de Green Bay (2011-2019)
Le 8 septembre 2011, dans le match d'ouverture de la saison 2011 face aux Saints de La Nouvelle-Orléans, Cobb devient le premier joueur né dans les années 1990 à jouer en NFL. Il performe très bien durant la partie avec un touchdown à la réception et un touchdown sur un retour de kickoff de 108 yards, égalant le record détenu par Ellis Hobbs.

#### Cowboys de Dallas (2019)
Le 19 mars 2019, devenu agent libre, il signe un contrat d'un an avec les Cowboys de Dallas.

#### Texans de Houston (2020)
Le 16 mars 2020, il signe avec les Texans de Houston un contrat de trois ans d'une valeur de 27 millions de dollars, dont 18,75 millions garantis,.

#### Packers de Green Bay (2021-2022)
Le 28 juillet 2021, à la demande de son ancien équipier et ami Aaron Rodgers, les Packers de Green Bay le transfèrent contre un choix de 6e tour de la prochaine draft. Cobb y signe un contrat de 3 ans. Il se blesse en inscrivant un touchdown lors de la victoire en 12e semaine contre les Rams de Los Angeles et est placé sur la liste des réservistes blessés le 11 décembre 2021. L'entraîneur principal Matt LaFleur annonce le 19 janvier 2022 que Cobb a été jugé apte à rejouer e match éliminatoire du tour de division contre les 49ers de San Francisco. Ils perdent à la suite d'un field goal adverse dans les dernières secondes du match. Cobb termine la saison 2021 avec 28 réceptions pour 375 yards et cinq touchdowns.
Le 22 octobre 2022, Cobb est placé dans la liste des réservistes à la suite d'une blessure à la cheville au cours de la 6e semaine. Il est réactivé le 17 novembre 2022.

#### Jets de New York (2023)
Le 3 mai 2023, Cobb signe avec les Jets de New York. Il est alors le cinquième ancien équiper d'Aaron Rodgers chez les Packers à rejoindre l'équipe après l'arrivée du quarterback, les autres étant Nathaniel Hackett, Allen Lazard, Billy Turner (en) et Tim Boyle.
Il est placé sur la liste des personnes actives/physiquement incapables de performer le 19 juillet 2023. Il inscrit son premier touchdown de la saison 2023 en 14e semaine contre les Texans.

### Après carrière
Le 18 juillet 2024, Cobb annonce qu'il a rejoint la chaîne privée SEC Network en tant qu'analyste de studio. Le même jour, il déclare qu'il serait prêt à revenir au football américain si une bonne opportunité se présentait.

## Statistiques
| Année       | Équipe               | Statut      | MJ |     | Passes réceptionnées | Passes réceptionnées | Passes réceptionnées | Passes réceptionnées |       | Courses | Courses | Courses | Courses |
| Année       | Équipe               | Statut      | MJ | Nb. | Yards                | Moy.                 | TD                   | Nb.                  | Yards | Moy.    | TD      |         |         |
| 2008        | Wildcats du Kentucky | Fr.         | 11 | 21  | 0 197                | 09,4                 | 2                    | 79                   | 316   | 4,0     | 7       |         |         |
| 2009        | Wildcats du Kentucky | So.         | 12 | 39  | 0 447                | 11,5                 | 4                    | 94                   | 573   | 6,1     | 10      |         |         |
| 2010        | Wildcats du Kentucky | Jr.         | 13 | 80  | 1 017                | 12,1                 | 7                    | 55                   | 424   | 7,7     | 5       |         |         |
| Totaux NCAA | Totaux NCAA          | Totaux NCAA | 36 | 144 | 1 661                | 11,5                 | 13                   | 228                  | 1 313 | 5,8     | 22      |         |         |

| Année                   | Équipe                  | MJ  |     | Passes réceptionnées | Passes réceptionnées | Passes réceptionnées | Passes réceptionnées |       | Courses | Courses | Courses | Courses |  | Fumbles | Fumbles |
| Année                   | Équipe                  | MJ  | Nb. | Yards                | Moy.                 | TD                   | Nb.                  | Yards | Moy.    | TD      | Nb.     | Perdus  |  |         |         |
| 2011                    | Packers de Green Bay    | 15  | 25  | 0 375                | 15,0                 | 01                   | 02                   | 05    | 02,5    | 0       | 3       | 3       |  |         |         |
| 2012                    | Packers de Green Bay    | 15  | 80  | 0 954                | 11,9                 | 08                   | 10                   | 132   | 13,2    | 0       | 4       | 1       |  |         |         |
| 2013                    | Packers de Green Bay    | 06  | 31  | 0 433                | 14,0                 | 04                   | 04                   | 078   | 19,5    | 0       | 0       | 0       |  |         |         |
| 2014                    | Packers de Green Bay    | 16  | 91  | 1 287                | 14,1                 | 12                   | 11                   | 037   | 03,4    | 0       | 3       | 2       |  |         |         |
| 2015                    | Packers de Green Bay    | 16  | 79  | 0 829                | 10,5                 | 06                   | 13                   | 050   | 03,8    | 0       | 1       | 0       |  |         |         |
| 2016                    | Packers de Green Bay    | 13  | 60  | 0 610                | 10,2                 | 04                   | 10                   | 033   | 03,3    | 0       | 1       | 0       |  |         |         |
| 2017                    | Packers de Green Bay    | 15  | 66  | 0 653                | 09,9                 | 04                   | 09                   | 017   | 01,9    | 0       | 1       | 0       |  |         |         |
| 2018                    | Packers de Green Bay    | 09  | 38  | 0 383                | 10,1                 | 02                   | -                    | -     | -       | -       | 2       | 1       |  |         |         |
| 2019                    | Cowboys de Dallas       | 15  | 55  | 0 828                | 15,1                 | 03                   | 03                   | 011   | 03,7    | 0       | 2       | 1       |  |         |         |
| 2020                    | Texans de Houston       | 10  | 38  | 0 441                | 11,6                 | 03                   | 01                   | 01    | 01,0    | 0       | 0       | 0       |  |         |         |
| 2021                    | Packers de Green Bay    | 12  | 28  | 0 375                | 13,4                 | 05                   | -                    | -     | -       | -       | 1       | 0       |  |         |         |
| 2022                    | Packers de Green Bay    | 13  | 34  | 0 417                | 12,3                 | 01                   | -                    | -     | -       | -       | 1       | 1       |  |         |         |
| 2023                    | Jets de New York        | 11  | 5   | 39                   | 7,8                  | 1                    | -                    | -     | -       | -       | 0       | 0       |  |         |         |
| Totaux en carrière NFL  | Totaux en carrière NFL  | 166 | 630 | 7 624                | 12,1                 | 54                   | 63                   | 364   | 5,8     | 0       | 19      | 11      |  |         |         |
| Totaux chez les Packers | Totaux chez les Packers | 130 | 532 | 6 316                | 11,9                 | 47                   | 59                   | 352   | 6,3     | 0       | 17      | 10      |  |         |         |

| Année                          | Équipe                         | MJ |     | Passes réceptionnées | Passes réceptionnées | Passes réceptionnées | Passes réceptionnées |       | Courses | Courses | Courses | Courses |  | Fumbles | Fumbles |
| Année                          | Équipe                         | MJ | Nb. | Yards                | Moy.                 | TD                   | Nb.                  | Yards | Moy.    | TD      | Nb.     | Perdus  |  |         |         |
| 2011                           | Packers de Green Bay           | 1  | 03  | 038                  | 12,7                 | 0                    | -                    | -     | -       | 0       | 0       | 0       |  |         |         |
| 2012                           | Packers de Green Bay           | 2  | 06  | 031                  | 05,2                 | 0                    | 4                    | 29    | 7,3     | 0       | 1       | 0       |  |         |         |
| 2013                           | Packers de Green Bay           | 1  | 02  | 051                  | 25,5                 | 0                    | 1                    | 01    | 1,0     | 0       | 0       | 0       |  |         |         |
| 2014                           | Packers de Green Bay           | 2  | 15  | 178                  | 11,9                 | 1                    | 2                    | 05    | 2,5     | 0       | 1       | 0       |  |         |         |
| 2015                           | Packers de Green Bay           | 2  | 03  | 038                  | 12,7                 | 1                    | 5                    | 24    | 4,8     | 0       | 0       | 0       |  |         |         |
| 2016                           | Packers de Green Bay           | 3  | 18  | 260                  | 14,4                 | 3                    | -                    | -     | -       | 0       | 0       | 0       |  |         |         |
| 2021                           | Packers de Green Bay           | 1  | 0   | 0                    | 00,0                 | 0                    | -                    | -     | -       | 0       | 0       | 0       |  |         |         |
| Totaux en carrière NFL/Packers | Totaux en carrière NFL/Packers | 12 | 47  | 596                  | 12,7                 | 7                    | 12                   | 59    | 4,9     | 0       | 2       | 0       |  |         |         |

## Palmarès
- Désigné meilleur rookie NFL de la 1re semaine de la saison 2011 par Pepsi ;
- Sélectionné dans l'équipe 2011 des meilleurs rookies NFL ;
- Sélectionné au Pro Bowl 2015 au terme de la saison 2014.

## Vie privée
Cobb et sa femme, Aiyda, ont deux fils, Caspian et Cade. Cobb a fait d'Aaron Rodgers, son coéquipier de longue date dans la NFL, le parrain de Cade.
En août 2023, il est annoncé que la femme de Cobb est enceinte de leur troisième enfant.
Cobb est le cousin des joueurs de NFL Shannon Mitchell (en) et Billy Williams (en).